# Jorge Bessières

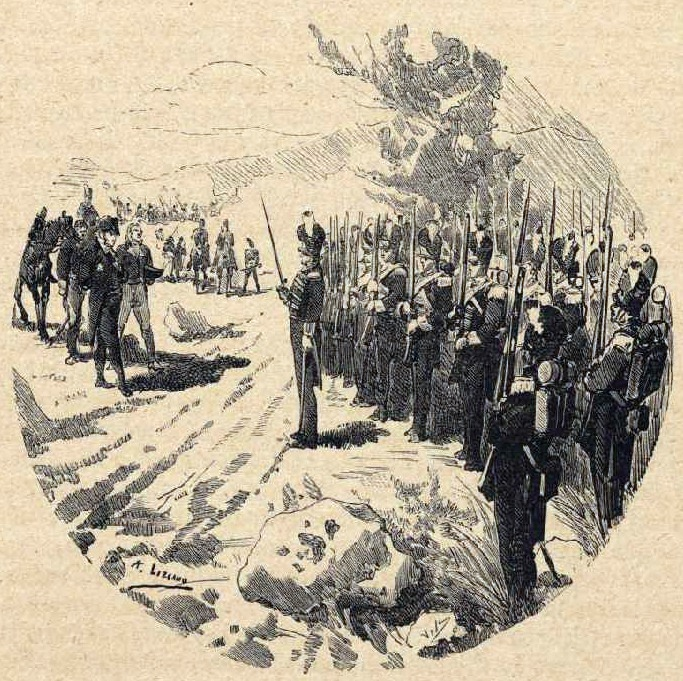
Ángel Lizcano: Fusilamientos de Bessières, ilustración de la obra de Fernando Fernández de Córdoba, Mis memorias íntimas, t. I, Madrid, Sucesores de Rivadeneyra, 1886. Biblioteca Nacional de España.

Jorge o Georges Bessières (1780-Molina de Aragón (Guadalajara), 26 de agosto de 1825) fue un militar y aventurero francés que tuvo una participación muy activa en la política española. Durante la Década Ominosa, último período del reinado de Fernando VII, encabezó una fracasada insurrección ultraabsolutista por la que fue condenado a muerte y ejecutado.

## Biografía
Sirvió en los ejércitos napoleónicos durante la Guerra de la Independencia Española y se pasó en los últimos momentos a las filas españolas, donde alcanzó el grado de teniente coronel. 
Participó en el pronunciamiento liberal del general Lacy de 1817 y en la Revolución española de 1820 que dio paso al Trienio Liberal. Durante ese tiempo se le encuentra en Barcelona donde parece que trabaja de tintorero. En mayo de 1821 organizó una «fantasmagórica» conspiración republicana, junto con un fraile mexicano liberal y un militar. Fue condenado a muerte pero finalmente, tras pasar un tiempo encarcelado en el castillo de Figueras, fue expulsado a Francia. «Allí explicó a la policía que [la conspiración] se trataba tan sólo de una provocación organizada por los absolutistas; pero el personaje es un inventor de fábulas que no merece demasiado crédito», ha afirmado Josep Fontana. Sus compañeros de conspiración habían sido el franciscano Luis Gonzaga Oronoz y Francisco Brotóns. Por otro lado, José Presas afirmó que incendió por un injusto resentimiento la fábrica de Gaspar Remisa en la que trabajaba como tintorero.
Cambió de bando y en marzo de 1822 apareció en España al mando de una partida realista. Iniciada la Guerra Realista, al frente de unos 6000 hombres logró en enero de 1823 una victoria sobre los constitucionalistas en Brihuega, aunque en abril era derrotado en Aranda de Duero. El 7 de ese mes el ejército francés de los Cien Mil Hijos de San Luis había entrado en España y Bessières y sus hombres se sumaron a la invasión. En mayo ocupaban Medinaceli y rondaban por los alrededores de Madrid. El 24 de agosto estaban en Chinchilla de Montearagón desde donde desafiaron la Ordenanza de Andújar promulgada por el duque de Angulema, comandante en jefe del ejército francés, y que finalmente tuvo que retirar. En Chinchilla Bessières lanzó una proclama «ultra» a los «religiosos y leales manchegos» en la que decía que nunca admitiría «innovación alguna política en las leyes fundamentales de nuestros padres».
Tras la segunda restauración del poder absoluto de Fernando VII, disolvió la división del «ejército de la fe» que mandaba y consiguió, a diferencia de otros jefes guerrilleros realistas como Joaquín Capapé, que le fuera reconocido el grado de mariscal de campo que se había otorgado a sí mismo durante la guerra, lo que no le impidió comenzar conspirar con otros «ultras» para derribar al gobierno absolutista «reformista» nombrado por Fernando VII a causa de la presión de las potencias europeas sin cuya intervención no habría podido «liberarse» del «cautiverio» del régimen liberal. De hecho estuvo implicado en la intentona de Joaquín Capapé.

### La fallida insurrección
En la madrugada del 16 de agosto de 1825 salió de Madrid al frente de una columna de caballería (del regimiento de Santiago, sito en Getafe) para incorporar en Brihuega (Guadalajara) a un grupo de voluntarios realistas comprometidos (Bessières había esparcido la noticia de que se pretendía restaurar la Constitución y de que el rey había marchado preso a Francia) y desde allí, al grito de «¡Viva el rey y la religión!», planeaba tomar Sigüenza, pero la llegada a esa localidad de tropas enviadas por el gobierno encabezadas por el conde de España ―eran 3000 hombres frente a los 300 de Bessières― le hizo desistir (también porque conoció entonces la real orden del 17 de agosto que condenaba su movimiento y en la que se decía que todos los que participaran en él «serán pasados por las armas»). Dejó marchar a su tropa —o le fueron abandonando— y el día 23 fue capturado en Zafrilla, junto con los veintiún hombres que todavía le acompañaban. Buscó entonces la clemencia para su rebelión pero no lo consiguió y el 26 de agosto, por orden expresa del rey, fue fusilado en Molina de Aragón junto con siete de los oficiales que habían permanecido junto a él ―una semana antes había sido ejecutado el guerrillero liberal El Empecinado en Roa―. En un oficio del conde de España publicado por la Gaceta Extraordinaria el día 28 se decía que a Bessières y a sus compañeros «se les suministraron los auxilios espirituales de nuestra santa y consoladora religión y previa declaración de su horrendo crimen, han sido fusilados hoy a las ocho y media de la mañana». El la real orden del 17 de agosto se mandaba «que los aprehendidos con las armas en la mano no se les diese más tiempo que el necesario para morir como cristianos».
La conjura de Bessières contaba con ramificaciones en la capital y muchos de los implicados, entre ellos «ultras» muy significados, algunos de ellos clérigos, fueron detenidos por la policía, pero pasaron muy poco tiempo en la cárcel por «la complicidad de algunas autoridades o, cuando menos, su temor a las consecuencias que para el gobierno podría tener una persecución general contra el partido ultra o carlista». El afrancesado vinculado a los «reformistas» Sebastián Miñano escribió el 30 de agosto en una carta: «Bessières pagó con la pelleja su tentativa, que a lo largo se va descubriendo era más seria de lo que a primera vista parecía. No se trataba sólo del transtorno [sic] en los primeros empleados, sino de un degüello de todos los que propenden a la moderación». El 15 de agosto, en plena insurrección de Bessières, el superintendente general de policía Juan José Recacho le había entregado a Fernando VII un informe «reservado» en el que le decía que «el partido de la sangre, de la ambición y de la venganza» (así se refería a los «ultras») no sólo dirige sus esfuerzos contra los liberales, «sino también contra el Gobierno de V.M. y contra todos los que no son de su misma opinión». Señalaba especialmente a los «eclesiásticos, que abusan del ascendiente que tienen sobre el pueblo, atizan la división y la venganza valiéndose para ello, como instrumentos, de los voluntarios realistas» y advertía que la petición del restablecimiento de la Inquisición era su forma de «tomar un ascendiente firme y poderoso, no sólo contra el partido liberal, en la actualidad impotente, sino también sobre todo el Pueblo, sobre el Gobierno y sobre el mismo Trono».
En varios lugares aparecieron pasquines o se dieron gritos a favor de Bessières (y en ocasiones a favor también de Carlos 5º). En un pasquín de Tortosa se decía:

Amantes del trono y el altar, ampezamos [sic] a baylar [sic], que los constitucionales se han de acabar. Muera la constitución y toda su generación, y viva Besieres y toda su condición. No temáis realistas abatido está, es la ora buena para baylar, que bienen [sic] muchas fiestas y no nos caldrá pagar. Bien sabéis de Besieres: no, no tardar, que si tardamos, que si tardamos, ya no bailaremos.